# Janova Lehota
Janova Lehota (in ungherese Jánosgyarmat, in tedesco Drexlerhau o Drechslerhau) è un comune della Slovacchia facente parte del distretto di Žiar nad Hronom, nella regione di Banská Bystrica.